# Cameroun aux Jeux olympiques d'été de 1976
Le Cameroun participe pour la 4e fois à des Jeux olympiques d'été en 1976 à Montréal. Après 3 jours, il quitte la compétition et rejoint le boycott organisé par l'ensemble des pays africains.

## Boycott
Pour protester contre la présence de la Nouvelle-Zélande, qui vient d'envoyer son équipe de rugby participer à une tournée en Afrique du Sud qui pratique l'apartheid, 22 pays africains décident de boycotter les Jeux quelques heures avant la cérémonie d'ouverture.
Le Cameroun, ainsi que l'Égypte et la Tunisie, les rejoindront le 20 juillet, après 3 jours de compétition.

## Athlétisme
Emmanuel Bitanga, Andrew Luma et Yaouna Sogue sont inscrits aux épreuves d'athlétisme mais ne participent pas en raison du boycott.

## Boxe
Samuel Meck (-54 kg), David Oleme (-60 kg), Jean-Marie Emebe (-75 kg), Louis Pergaud Ngatchou (-81 kg) et Boniface Zanga sont inscrits aux épreuves de boxe mais ne participent pas en raison du boycott.

## Cyclisme
Joseph Kono, Maurice Moutat, Henri Mveh et Nicolas Owona participent à l'épreuve par équipe (100 km), mais abandonnent et terminent 28e.
Joseph Evouna et Thomas Nyemeck sont également inscrits pour la course en ligne mais ne participent pas en raison du boycott.

## Judo
Emmanuel Abolo (-63 kg), Emmanuel Ndoumbe (-70 kg), Christophe Tchagou (-80 kg) et Henri Lobe (-93 kg) sont inscrits aux épreuves de judo mais ne participent pas en raison du boycott.